# Anzhela Atabekyan
Anzhela Atabekyan (arménien : Անժելա Աթաբեկյան, née le 11 avril 1938 à Erevan) est une joueuse arménienne de kanoun, musicologue, historienne de l'art, récipiendaire du titre d'Artiste du peuple de la République Socialiste Soviétique d’Arménie (1986) et professeur au Conservatoire Komitas d'Erevan (2003).

## Biographie
Anzhela Atabekyan est née à Erevan. Elle est une descendante de la Maison de Atabekians. En 1955, Anzhela est diplômé du Yerevan Musical College, nommé d'après Romanos Melikyan, en 1983 - du Conservatoire Komitas d'Erevan.
De 1956 à 1993, elle a été soliste du Folk Instruments Ensemble de la société de télévision et de radio arménienne. En 1959-2000, elle enseigne au Romanos Melikyan music college depuis 1983 - au Yerevan State Conservatory. Anzhela Atabekyan a compilé et édité 2 manuels méthodologiques. Depuis 1972, Atabekyan a fondé l'ensemble vocal-instrumental "Atabekyan Sisters". Depuis 2012, elle est membre fondateur de l'ONG Mealiq Unity.

## Récompenses
- Artiste du peuple de la République socialiste soviétique arménienne (1986)
- Lauréat du 1er Républicain (Médaille d'Or, 1957), All-Union (1957), Lauréat de Union of Pop Singers (1958)

## Galerie

Concert dédié au 80e anniversaire d'Anzhela Atabekyan au Conservatoire Komitas d'Erevan.
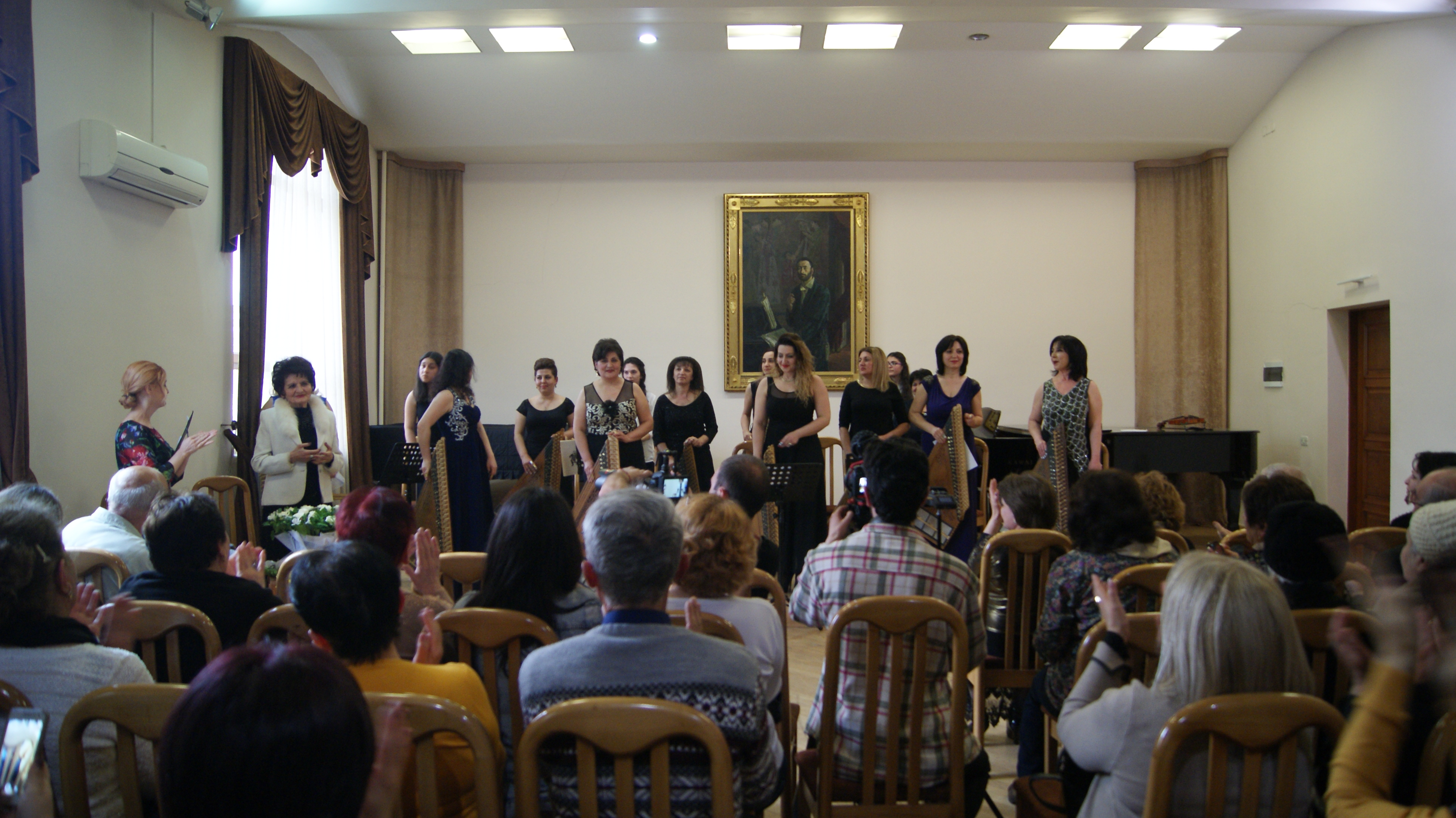
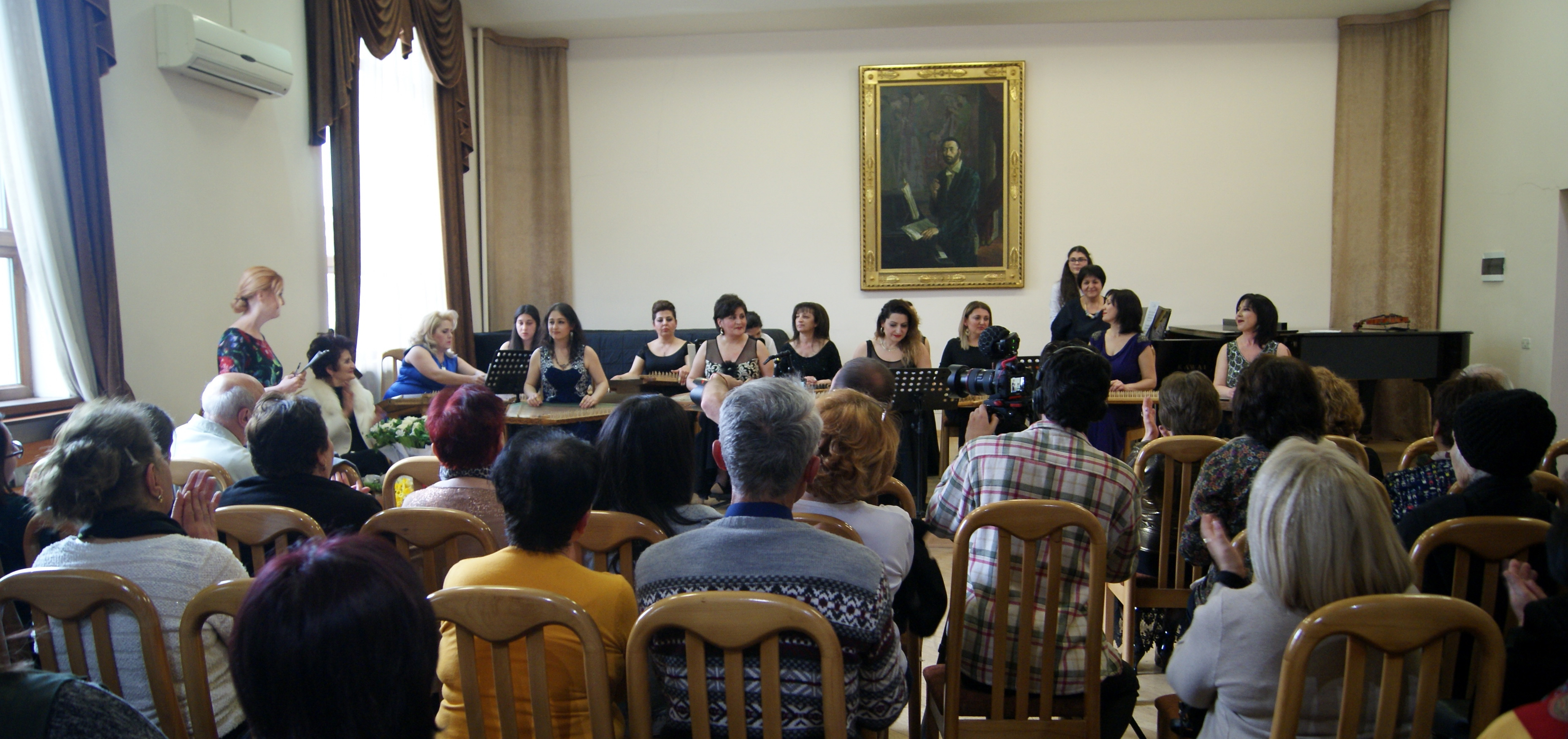
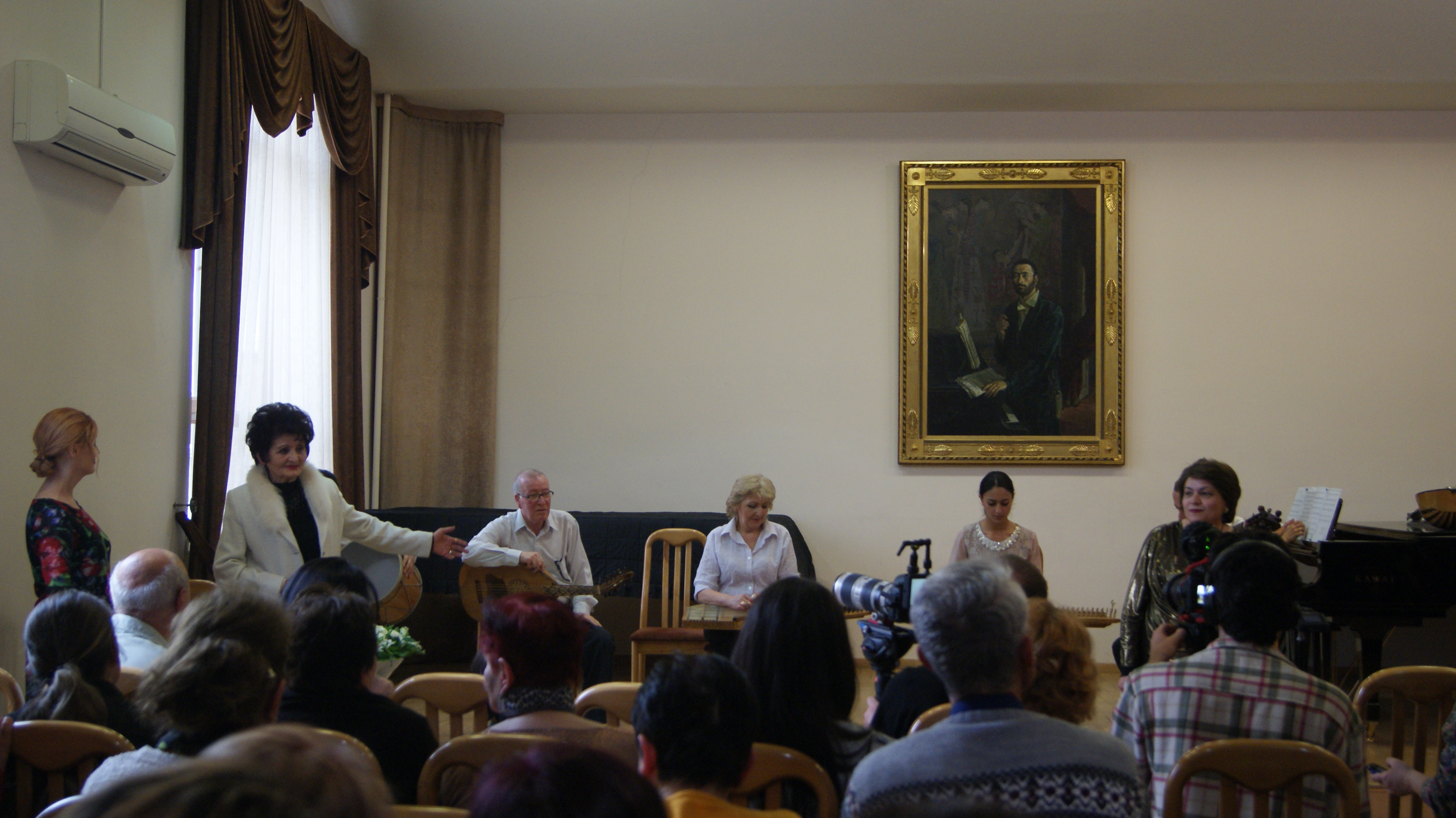